# Hrčak (portal)
Hrčak – Portal znanstvenih časopisa Republike Hrvatske središnji je portal na kojem je dostupan sadržaj hrvatskih znanstvenih i stručnih časopisa koji omogućuju otvoreni pristup svojim radovima.

## Povijest
Hrčak je javnosti predstavljen i krenuo je s radom 7. veljače 2006. godine. Izradili su ga djelatnici Sveučilišnog računskog centra Sveučilišta u Zagrebu u suradnji sa stručnjacima iz područja informacijskih znanosti i knjižničarstva iz knjižnice Instituta Ruđer Bošković u Zagrebu te Hrvatskog informacijskog i dokumentacijskog društva uz potporu Ministarstva znanosti, obrazovanja i športa Republike Hrvatske. Sustav Hrčak izrađen je korištenjem raspoložive podrške otvorenog koda.

## Korištenje
Korisnicima je omogućeno pronalaženje časopisa i radova putem pregledavanja prema abecedi ili prema području znanosti te putem pretraživanja. Korištenje Hrčka je besplatno.

## Vanjske poveznice
- Hrčak – Portal znanstvenih časopisa Republike Hrvatske